# 212. pr. Kr.
◄ | 4. stoljeće pr. Kr. | 3. stoljeće pr. Kr. | 2. stoljeće pr. Kr. | ►
◄ | 240-ih pr. Kr. | 230-ih pr. Kr. | 220-ih pr. Kr. | 210-ih pr. Kr. | 200-ih pr. Kr. | 190-ih pr. Kr. | 180-ih pr. Kr. | ►
◄◄ | ◄ | 215. pr. Kr. | 214. pr. Kr. | 213. pr. Kr. | 212 pr. Kr. | 211. pr. Kr. | 210. pr. Kr. | 209. pr. Kr. | ► | ►►
Astronomija

## Rođenja
- (oko 212.) - Perzej Makedonski, posljednji makedonski kralj, vladao 179. – 168. pr. Kr.  († oko 165. pr. Kr.)

## Vanjske poveznice
|  | Zajednički poslužitelj ima još gradiva o temi 212. pr. Kr. |